# Nives Curti
Nives Curti (1º settembre 1969) è un'ex mezzofondista, ex fondista di corsa in montagna ed ex maratoneta italiana.

## Palmarès
| Anno | Manifestazione                | Sede          | Evento         | Risultato | Prestazione | Note |
| ---- | ----------------------------- | ------------- | -------------- | --------- | ----------- | ---- |
| 1987 | Europei juniores              | Birmingham    | 10000 m piani  | 4ª        | 34'47"22    |      |
| 1988 | Mondiali juniores             | Sudbury       | 10000 m piani  | 7ª        | 35'10"75    |      |
| 1989 | Mondiali di cross             | Stavanger     | Corsa seniores | 87ª       | 25'02"      |      |
| 1989 | Mondiali di cross             | Stavanger     | A squadre      |           |             |      |
| 1990 | Mondiali di cross             | Aix-les-Bains | Corsa seniores | 81ª       | 20'50"      |      |
| 1990 | Mondiali di cross             | Aix-les-Bains | A squadre      |           |             |      |
| 1991 | Mondiali di cross             | Anversa       | Corsa seniores | 63ª       | 21'52"      |      |
| 1991 | Mondiali di cross             | Anversa       | A squadre      |           |             |      |
| 1993 | Mondiali di corsa in montagna | Gap           | Corsa seniores | 4ª        | 38'05"      |      |
| 1993 | Mondiali di corsa in montagna | Gap           | A squadre      | Oro       | 17 p.       |      |
| 1994 | Europei di cross              | Alnwick       | Corsa seniores | 30ª       | 15'13"      |      |
| 1994 | Europei di cross              | Alnwick       | A squadre      | 5ª        | 62 p.       |      |
| 1994 | Mondiali di corsa in montagna | Berchtesgaden | Corsa seniores | 4ª        | 41'28"      |      |
| 1994 | Mondiali di corsa in montagna | Berchtesgaden | A squadre      | Bronzo    | 35 p.       |      |
| 1995 | Europei di cross              | Alnwick       | Corsa seniores | 29ª       | 14'43"      |      |
| 1995 | Europei di cross              | Alnwick       | A squadre      | 8ª        | 83 p.       |      |
| 1995 | Mondiali di cross             | Durham        | Corsa seniores | 72ª       | 21'59"      |      |
| 1995 | Mondiali di cross             | Durham        | A squadre      |           |             |      |
| 1995 | Mondiali di corsa in montagna | Edimburgo     | Corsa seniores | Bronzo    | 37'43"      |      |
| 1995 | Mondiali di corsa in montagna | Edimburgo     | A squadre      | Argento   | 20 p.       |      |
| 1995 | Europei di corsa in montagna  | Valleraugue   | Corsa seniores | 6ª        | 1h09'34"    |      |
| 1995 | Europei di corsa in montagna  | Valleraugue   | A squadre      | Bronzo    | 14 p.       |      |
| 1996 | Europei di corsa in montagna  | Llanberis     | Corsa seniores | Bronzo    | 53'59"      |      |
| 1996 | Europei di corsa in montagna  | Llanberis     | A squadre      | Oro       | 5 p.        |      |
| 1997 | Europei di corsa in montagna  | Ebensee       | Corsa seniores | 25ª       |             |      |
| 1997 | Europei di corsa in montagna  | Ebensee       | A squadre      | 5ª        |             |      |
| 2001 | Europei di cross              | Thun          | Corsa seniores | 27ª       | 16'21"      |      |
| 2001 | Europei di cross              | Thun          | A squadre      |           |             |      |
| 2002 | Europei di cross              | Dublino       | Corsa seniores | 54ª       | 29'28"      |      |
| 2002 | Europei di cross              | Dublino       | A squadre      | 8ª        | 179 p.      |      |

## Campionati nazionali
1987
- 9ª ai campionati italiani assoluti, 3000 m piani - 9'40"79

1988
- 7ª ai campionati italiani assoluti, 3000 m piani - 9'35"06
- Oro ai campionati italiani assoluti, staffetta 4x1500 m - 17'45"75
- Bronzo ai campionati italiani juniores di corsa campestre - 12'28"

1989
- 4ª ai campionati italiani assoluti, 10000 m piani - 34'17"82
- Oro ai campionati italiani assoluti, staffetta 4x1500 m - 17'45"75
- Oro ai campionati italiani di corsa campestre - 20'45"
- 4ª ai campionati italiani di maratonina - 1h16'03"

1990
- 5ª ai campionati italiani di corsa campestre - 19'51"

1991
- Bronzo ai campionati italiani di corsa campestre - 21'19"

1993
- 8ª ai campionati italiani di corsa campestre - 20'31"
- Oro ai campionati italiani di corsa in montagna

1994
- Oro ai campionati italiani assoluti, staffetta 4x1500 m - 17'58"73
- 14ª ai campionati italiani di corsa campestre - 21'37"
- Oro ai campionati italiani di corsa in montagna

1995
- Oro ai campionati italiani di corsa in montagna

1996
- Bronzo ai campionati italiani di corsa in montagna

1997
- 8ª ai campionati italiani assoluti, 10000 m piani - 33'50"28
- 9ª ai campionati italiani di corsa campestre - 21'03"

2000
- 6ª ai campionati italiani assoluti, 5000 m piani - 16'28"71

2001
- Argento ai campionati italiani di maratonina - 1h13'14"

## Altre competizioni internazionali[1]
1988
- 8ª alla Cinque Mulini ( San Vittore Olona) - 20'36"5
- 5ª al Cross della Vallagarina ( Villa Lagarina) - 16'13"4

1989
- 4ª al Campaccio ( San Giorgio su Legnano) - 14'22"7

1990
- Bronzo al Cross della Vallagarina ( Villa Lagarina) - 16'02"4

1991
- 8ª alla Cinque Mulini ( San Vittore Olona) - 18'53"
- 4ª al Campaccio ( San Giorgio su Legnano) - 18'42"
- Oro al Cross della Vallagarina ( Villa Lagarina) - 15'18"0

1992
- 18ª al Campaccio ( San Giorgio su Legnano)

1993
- 14ª al Cross della Vallagarina ( Villa Lagarina) - 17'35"

1994
- Bronzo alla Stramilano ( Milano) - 1h12'34"
- 8ª al Campaccio ( San Giorgio su Legnano) - 23'36"

1995
- 7ª alla BOclassic ( Bolzano) - 16'30"
- 10ª alla Cinque Mulini ( San Vittore Olona) - 21'28"
- 6ª al Campaccio ( San Giorgio su Legnano) - 21'21"
- Bronzo ai Mondiali militari di corsa campestre ( Mayport) - 17'24"

1996
- Bronzo alla Maratona di Venezia ( Venezia) - 2h38'30"
- 18ª alla Cinque Mulini ( San Vittore Olona) - 25'22"
- Bronzo al Campaccio ( San Giorgio su Legnano) - 22'42"
- 6ª al Cross della Vallagarina ( Villa Lagarina) - 16'09"
- 5ª al Cross di Alà dei Sardi ( Alà dei Sardi) - 19'12"
- 7ª ai Mondiali militari di corsa campestre ( Rabat)

1997
- Bronzo al Cross della Vallagarina ( Villa Lagarina) - 15'37"
- 5ª al Cross di Alà dei Sardi ( Alà dei Sardi) - 17'43"5

1998
- 16ª alla Cinque Mulini ( San Vittore Olona) - 18'59"
- 9ª ai Mondiali militari di corsa campestre ( Curragh Camp)

2000
- 9ª alla Cinque Mulini ( San Vittore Olona) - 20'33"
- 8ª al Campaccio ( San Giorgio su Legnano) - 20'46"
- 13ª al Cross della Vallagarina ( Villa Lagarina) - 16'45"

2001
- 5ª alla Maratona di Chicago ( Chicago) - 2h28'59"
- 6ª alla Maratona di Parigi ( Parigi) - 2h32'51"

2002
- 6ª alla Maratona di Parigi ( Parigi) - 2h33'14"
- 4ª alla Mezza maratona di Parigi ( Parigi) - 1h13'25"
- Bronzo al Campaccio ( San Giorgio su Legnano) - 21'20"
- Bronzo al Cross della Vallagarina ( Villa Lagarina) - 17'46"4